# Organizzazione Consul
L'Organizzazione Consul (OC), è stata una formazione terroristica ultra-nazionalista attiva in Germania dal 1921 al 1922, composta principalmente da membri della Marine-Brigade Ehrhardt, uno dei cosiddetti Corpi Franchi coinvolti nel tentato putsch di Kapp.
L'OC fu responsabile di numerosi omicidi contro politici di primo piano della Repubblica di Weimar, tra cui il ministro delle finanze Matthias Erzberger (assassinato nell'agosto 1921) ed il ministro degli esteri Walther Rathenau (ucciso nel giugno 1922).

## Origini
L'Organizzazione Consul venne creata a Monaco nel 1921 dal capitano Hermann Ehrhardt a seguito del fallito colpo di Stato ordito da Wolfgang Kapp con lo scopo di colpire i cosiddetti elementi antitedeschi che – seguendo il copione della coltellata alle spalle – erano stati scelti dalla destra revanscista e militarista quali capri espiatori della sconfitta tedesca nella prima guerra mondiale.
Le sue cellule si diffusero in tutta la Germania raggiungendo una forza complessiva di circa 5000 aderenti.